# Gary Hart
Gary Hart (1936. november 28., Ottawa-) az Amerikai Egyesült Államok szenátora (Colorado, 1975–1987).